# 空間充填率
結晶学において、空間充填率（あるいは充填率）とは、結晶構造の体積のうち、どれだけの割合を原子が占めているかを表す値である。この値は無次元量で、つねに1より小さい。実際上は、ある結晶構造についての充填率は、原子が変形しない球であると仮定して算出される。原子球の半径は、原子同士が重なり合わないような最大値として設定される。1種類の原子しか含まない結晶では、充填率は
{\displaystyle \mathrm {APF} ={\frac {N_{\mathrm {atoms} }V_{\mathrm {atom} }}{V_{\mathrm {unit\ cell} }}}}
のような数式で表される。ここで、Natoms は単位格子中の原子数、Vatom は1原子あたりの体積、Vunit cellは単位格子自体の体積を表す。結晶が1種類の原子からできている場合、いちばん密な配置の充填率はおよそ0.74となることが数学的に示されているが、実際には原子間に働く要因でこの値を越えることがある。複数の原子から成る構造では、充填率が0.74を越えることもある。

## 計算例

### 体心立方格子

体心立方格子構造

体心立方格子構造の基本単位格子には、頂点に1つずつと中心に1つの、合わせて9つの原子が含まれている。頂点の原子は隣接する単位格子間で共通なので、単位格子に入る原子は2つ分となる。
頂点にある原子と中心にある原子は接している。立方体に対角線を引くと、それは中心にある原子を貫通し、頂点にある原子の中心と中心を結ぶため、その長さは原子半径をr として4r となる。一方、立方体の対角線の長さを幾何学的に求めるとa √3となる。この2つが等しいので、体心立方格子の一辺a は、原子半径r から
{\displaystyle a={\frac {4r}{\sqrt {3}}}}
というように決まる。そして、球の体積の公式(Vatom = (4/3)πr 3)を使えば、充填率APFを次のように計算することができる：
{\displaystyle {\begin{aligned}\mathrm {APF} &={\frac {N_{\mathrm {atoms} }V_{\mathrm {atom} }}{V_{\mathrm {crystal} }}}={\frac {2(4/3)\pi r^{3}}{a^{3}}}\\&={\frac {\pi {\sqrt {3}}}{8}}\approx 0.68.\end{aligned}}}

### 六方最密充填構造

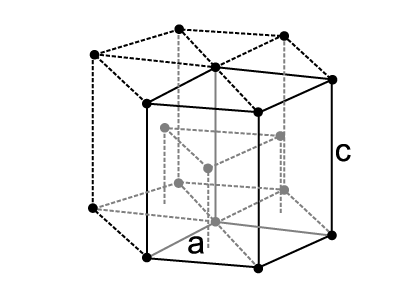
六方最密充填構造

六方最密充填構造においても、同様に充填率を算出することができる。六角柱の一辺をa 、高さをc とおくと、
{\displaystyle a=2r,}
{\displaystyle c=4r{\sqrt {\frac {2}{3}}}}
となり、これを用いて充填率APFを計算すると、
{\displaystyle {\begin{aligned}\mathrm {APF} &={\frac {N_{\mathrm {atoms} }V_{\mathrm {atom} }}{V_{\mathrm {crystal} }}}={\frac {6(4/3)\pi r^{3}}{[(3{\sqrt {3}})/2]a^{2}c}}\\&={\frac {\pi }{\sqrt {18}}}\approx 0.74\end{aligned}}}
となる。

## 各種の構造における充填率
同様の方法を使えば、どの結晶構造についても空間充填率の理論値を求めることができる。一般的な構造については以下のような値である（小数点以下3位で四捨五入）。
- 六方最密充填構造: 0.74
- 面心立方格子構造: 0.74
- 体心立方格子構造: 0.68
- 単純立方格子構造: 0.52
- ダイヤモンド構造: 0.34